# Quebradilla
Quebradilla è un distretto della Costa Rica facente parte del cantone di Cartago, nella provincia omonima.